# Pierre Roche

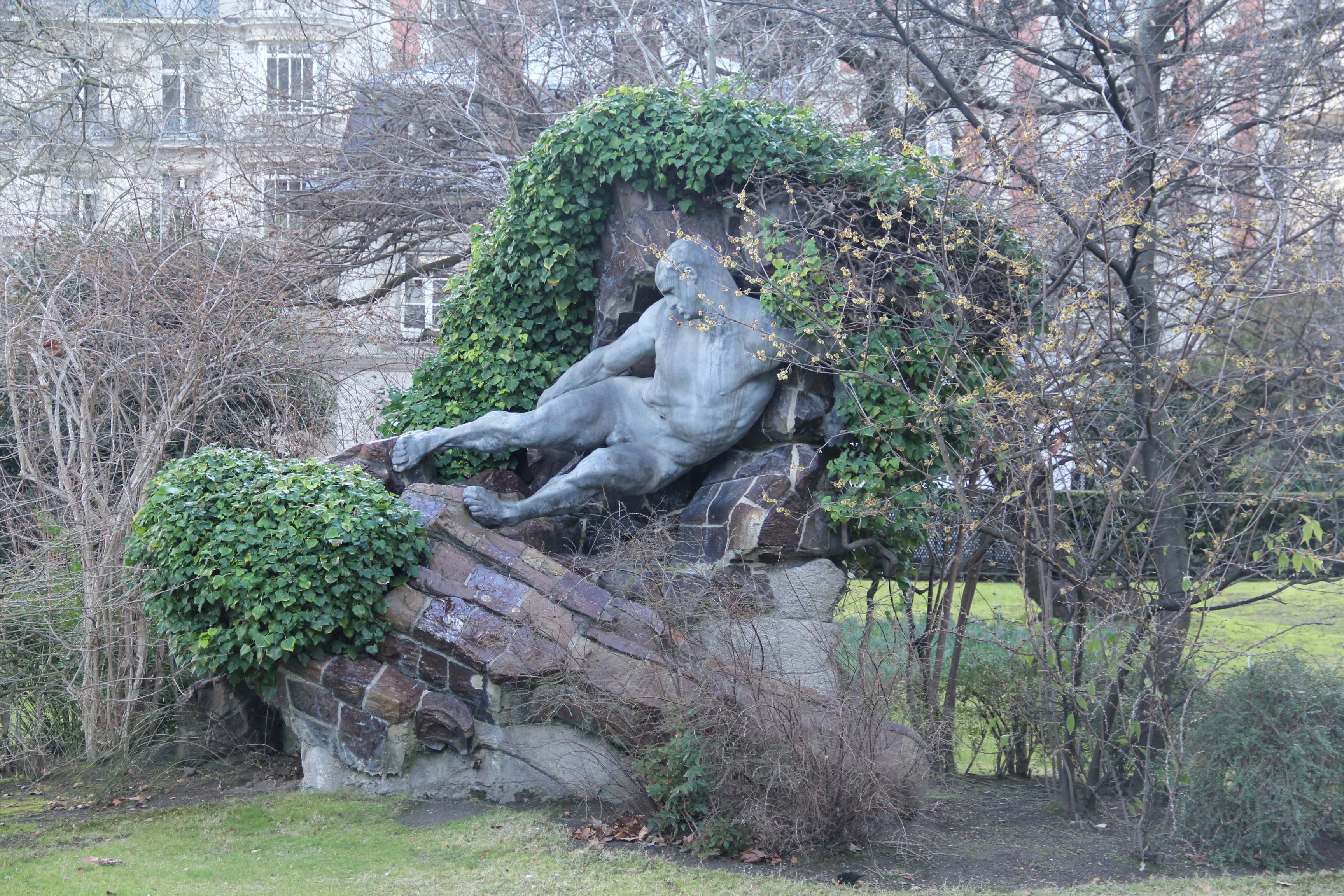
L'Effort (1898), Jardines de Luxemburgo, París

Pierre Roche, seudónimo de Pierre Henry Ferdinand Massignon (París, 2 de agosto de 1855–ibidem, 18 de enero de 1922) fue un pintor, escultor, grabador, medallista y ceramista francés, a caballo entre el simbolismo y el art nouveau.

## Biografía
Estudió en la Académie Julian, donde fue alumno de Alfred Roll. Se inició en la pintura, pero desde 1888 se pasó a la escultura, animado por Jules Dalou. Entre sus obras destacan L'Effort (1898, Jardines de Luxemburgo, París) y la Fontaine d'Avril (1906, Square Brignole-Galliera, París).
En el terreno del grabado fue el inventor de la gypsographie, una técnica consistente en colorear un bajorrelieve de escayola y aplicarlo sobre papel Japón.
En 1910 fue nombrado caballero de la Legión de Honor.